# Mahmoud Alaa Eldin
Mahmoud Alaa Eldin – scritto anche El-Din – (in arabo محمود علاء‎?; Il Cairo, 28 gennaio 1991) è un calciatore egiziano, difensore dello Zamalek e della nazionale egiziana.

## Caratteristiche tecniche
Roccioso difensore centrale, efficace nel gioco aereo - dote che lo rende pericoloso su palla inattiva - e nel marcare il diretto avversario. Nonostante la stazza, è in possesso di una discreta agilità che gli consente - oltre a poter giocare lungo la fascia da terzino - di uscire palla al piede per impostare l'azione dalle retrovie.
È inoltre un ottimo rigorista; nella sua carriera si è incaricato di battere 35 penalty in partite ufficiali, trasformandone 29 (l'83% dei rigori calciati).

## Carriera

### Club
Muove i suoi primi passi nelle giovanili dell'Haras El-Hodood, prima di approdare al Wadi Degla nel 2015. Il 12 agosto 2017 firma un quinquennale con lo Zamalek.

### Nazionale
Esordisce in nazionale l'11 maggio 2012 contro il Libano in amichevole, subentrando al 72' al posto di Basem Ali. In precedenza aveva preso parte con la selezione Under-20 ai Mondiali di categoria nel 2011. Nel 2012 prende parte alle Olimpiadi di Londra con la selezione olimpica. L'11 giugno 2019 viene incluso dal CT Javier Aguirre nella lista dei 23 convocati per la Coppa d'Africa 2019. Il cammino della squadra si interrompe agli ottavi di finale contro il Sudafrica.
Il 29 dicembre 2021 il CT Carlos Queiroz lo inserisce nella lista definitiva dei 25 convocati per la fase finale della Coppa d'Africa 2021, dove l'Egitto viene sconfitto in finale dal Senegal ai calci di rigore.

## Statistiche

### Presenze e reti nei club
Statistiche aggiornate al 22 giugno 2023.
| Stagione               | Squadra                | Campionato             | Campionato | Campionato | Coppe nazionali | Coppe nazionali | Coppe nazionali | Coppe continentali | Coppe continentali | Coppe continentali | Altre coppe | Altre coppe | Altre coppe | Totale | Totale |
| Stagione               | Squadra                | Comp                   | Pres       | Reti       | Comp            | Pres            | Reti            | Comp               | Pres               | Reti               | Comp        | Pres        | Reti        | Pres   | Reti   |
| ---------------------- | ---------------------- | ---------------------- | ---------- | ---------- | --------------- | --------------- | --------------- | ------------------ | ------------------ | ------------------ | ----------- | ----------- | ----------- | ------ | ------ |
| 2010-2011              | Haras El-Hodood        | PL                     | 6          | 0          | CE              | 0               | 0               | CC                 | 0                  | 0                  | -           | -           | -           | 6      | 0      |
| 2011-2012              | Haras El-Hodood        | PL                     | 12         | 0          | -               | -               | -               | -                  | -                  | -                  | -           | -           | -           | 12     | 0      |
| 2012-2013              | Haras El-Hodood        | PL                     | 13         | 0          | CE              | 0               | 0               | -                  | -                  | -                  | -           | -           | -           | 13     | 0      |
| 2013-2014              | Haras El-Hodood        | PL                     | 18         | 0          | CE              | 3               | 0               | -                  | -                  | -                  | -           | -           | -           | 21     | 0      |
| 2014-2015              | Haras El-Hodood        | PL                     | 35         | 2          | CE              | 1               | 0               | -                  | -                  | -                  | -           | -           | -           | 36     | 2      |
| Totale Haras El-Hodood | Totale Haras El-Hodood | Totale Haras El-Hodood | 84         | 2          |                 | 4               | 0               |                    | 0                  | 0                  |             | -           | -           | 88     | 2      |
| 2015-2016              | Wadi Degla             | PL                     | 24         | 5          | CE              | 2               | 0               | -                  | -                  | -                  | -           | -           | -           | 26     | 5      |
| 2016-2017              | Wadi Degla             | PL                     | 30         | 5          | CE              | 1               | 0               | -                  | -                  | -                  | -           | -           | -           | 31     | 5      |
| Totale Wadi Degla      | Totale Wadi Degla      | Totale Wadi Degla      | 54         | 10         |                 | 3               | 0               |                    | -                  | -                  |             | -           | -           | 57     | 10     |
| 2017-2018              | Zamalek                | PL                     | 26         | 5          | CE              | 5               | 1               | ACC+CC             | 0+2                | 0                  | -           | -           | -           | 33     | 6      |
| 2018-2019              | Zamalek                | PL                     | 28         | 15         | CE              | 5               | 1               | ACC+CC             | 4+14               | 0+2                | S-AE+SE     | 1+1         | 0+2         | 53     | 20     |
| 2019-2020              | Zamalek                | PL                     | 27         | 10         | CE              | 3               | 0               | CCL                | 12                 | 2                  | SE+SA       | 1+1         | 0           | 44     | 12     |
| 2020-2021              | Zamalek                | PL                     | 19         | 1          | CE              | 2               | 3               | CCL                | 5                  | 0                  | -           | -           | -           | 26     | 4      |
| 2021-2022              | Zamalek                | PL                     | 19         | 0          | CE              | 0               | 0               | CCL                | 6                  | 0                  | SE          | 0           | 0           | 25     | 0      |
| Totale Zamalek         | Totale Zamalek         | Totale Zamalek         | 119        | 31         |                 | 15              | 5               |                    | 43                 | 4                  |             | 4           | 2           | 181    | 42     |
| 2022-2023              | Al-Ittihad Alessandria | PL                     | 21         | 4          | CE              | 1               | 0               | -                  | -                  | -                  | -           | -           | -           | 22     | 4      |
| Totale carriera        | Totale carriera        | Totale carriera        | 278        | 47         |                 | 23              | 5               |                    | 43                 | 4                  |             | 4           | 2           | 348    | 58     |

### Cronologia presenze e reti in nazionale
| Cronologia completa delle presenze e delle reti in nazionale ― Egitto | Cronologia completa delle presenze e delle reti in nazionale ― Egitto | Cronologia completa delle presenze e delle reti in nazionale ― Egitto | Cronologia completa delle presenze e delle reti in nazionale ― Egitto | Cronologia completa delle presenze e delle reti in nazionale ― Egitto | Cronologia completa delle presenze e delle reti in nazionale ― Egitto | Cronologia completa delle presenze e delle reti in nazionale ― Egitto | Cronologia completa delle presenze e delle reti in nazionale ― Egitto |
| Data                                                                  | Città                                                                 | In casa                                                               | Risultato                                                             | Ospiti                                                                | Competizione                                                          | Reti                                                                  | Note                                                                  |
| --------------------------------------------------------------------- | --------------------------------------------------------------------- | --------------------------------------------------------------------- | --------------------------------------------------------------------- | --------------------------------------------------------------------- | --------------------------------------------------------------------- | --------------------------------------------------------------------- | --------------------------------------------------------------------- |
| 11-5-2012                                                             | Tripoli                                                               | Libano                                                                | 1 – 4                                                                 | Egitto                                                                | Amichevole                                                            | -                                                                     | 72’                                                                   |
| 15-8-2012                                                             | Salalah                                                               | Oman                                                                  | 1 – 1                                                                 | Egitto                                                                | Amichevole                                                            | -                                                                     | 58’                                                                   |
| 30-9-2013                                                             | Il Cairo                                                              | Egitto                                                                | 2 – 0                                                                 | Uganda                                                                | Amichevole                                                            | -                                                                     | 85’                                                                   |
| 26-3-2019                                                             | Asaba                                                                 | Nigeria                                                               | 1 – 0                                                                 | Egitto                                                                | Amichevole                                                            | -                                                                     | 50’ 51’                                                               |
| 13-6-2019                                                             | Alessandria d'Egitto                                                  | Egitto                                                                | 1 – 0                                                                 | Tanzania                                                              | Amichevole                                                            | -                                                                     |                                                                       |
| 21-6-2019                                                             | Il Cairo                                                              | Egitto                                                                | 1 – 0                                                                 | Zimbabwe                                                              | Coppa d'Africa 2019 - 1º turno                                        | -                                                                     |                                                                       |
| 26-6-2019                                                             | Il Cairo                                                              | Egitto                                                                | 2 – 0                                                                 | RD del Congo                                                          | Coppa d'Africa 2019 - 1º turno                                        | -                                                                     | 81’                                                                   |
| 6-7-2019                                                              | Il Cairo                                                              | Egitto                                                                | 0 – 1                                                                 | Sudafrica                                                             | Coppa d'Africa 2019 - Ottavi di finale                                | -                                                                     |                                                                       |
| 13-10-2019                                                            | Alessandria d'Egitto                                                  | Egitto                                                                | 1 – 0                                                                 | Botswana                                                              | Amichevole                                                            | -                                                                     |                                                                       |
| 7-11-2019                                                             | Alessandria d'Egitto                                                  | Egitto                                                                | 1 – 0                                                                 | Liberia                                                               | Amichevole                                                            | -                                                                     | 59’                                                                   |
| 14-11-2019                                                            | Alessandria d'Egitto                                                  | Egitto                                                                | 1 – 1                                                                 | Kenya                                                                 | Qual. Coppa d'Africa 2021                                             | -                                                                     | 40’                                                                   |
| 18-11-2019                                                            | Moroni                                                                | Comore                                                                | 0 – 0                                                                 | Egitto                                                                | Qual. Coppa d'Africa 2021                                             | -                                                                     |                                                                       |
| 12-11-2021                                                            | Luanda                                                                | Angola                                                                | 2 – 2                                                                 | Egitto                                                                | Qual. Mondiali 2022                                                   | -                                                                     | 90+3’                                                                 |
| 16-11-2021                                                            | Alessandria d'Egitto                                                  | Egitto                                                                | 2 – 1                                                                 | Gabon                                                                 | Qual. Mondiali 2022                                                   | -                                                                     | 90+3’                                                                 |
| 30-1-2022                                                             | Yaoundé                                                               | Egitto                                                                | 2 – 1 dts                                                             | Marocco                                                               | Coppa d'Africa 2021 - Quarti di finale                                | -                                                                     | 91’                                                                   |
| 29-3-2022                                                             | Dakar                                                                 | Senegal                                                               | 1 – 0 dts (3 – 1 dtr)                                                 | Egitto                                                                | Qual. Mondiali 2022                                                   | -                                                                     | 118’                                                                  |
| 9-6-2022                                                              | Lilongwe                                                              | Etiopia                                                               | 2 – 0                                                                 | Egitto                                                                | Qual. Coppa d'Africa 2023                                             | -                                                                     |                                                                       |
| Totale                                                                |                                                                       | Presenze                                                              | 17                                                                    |                                                                       | Reti                                                                  | 0                                                                     |                                                                       |

## Palmarès

### Club

#### Competizioni nazionali
- Coppa d'Egitto: 3

Zamalek: 2017-2018, 2018-2019, 2020-2021
- Supercoppa d'Egitto: 1

Zamalek: 2019
- Campionato egiziano: 2

Zamalek: 2020-2021, 2021-2022

#### Competizioni internazionali
- Coppa della Confederazione CAF: 2

Zamalek: 2018-2019, 2023-2024
- Supercoppa CAF: 1

Zamalek: 2020

### Individuale
- Egyptian Premier League Team of the Year: 1[17]

2015-2016